# Lac Elgin
Le lac Elgin est un lac situé dans la municipalité de Stratford, dans la municipalité régionale de comté (MRC) Le Granit, dans la région administrative de Estrie, au Québec.

## Géographie
Le lac Elgin est situé à environ 4 km a l'est de la rivière Saint-François, au pied du mont Aylmer (Estrie). La décharge du lac rejoint la rivière Maskinongé (Stratford), en amont du Marais Maskinongé, qui prend sa source dans le lac homonyme à la limite sud du Parc national de Frontenac.